# Ange Chibozo
Ange Chibozo, né le 1er juillet 2003 au Bénin, est un footballeur international béninois qui évolue au poste d'attaquant polyvalent à l'Amiens SC.

## Biographie

### En club
Né au Bénin, Ange Chibozo est formé en Italie, il passe par l'Inter Milan et l'AS Giana Erminio avant de rejoindre le centre de formation de la Juventus de Turin à l'âge de 14 ans, en janvier 2018.
Lors de la saison 2021-2022, Chibozo se montre très performant avec la Primavera, réalisant notamment un triplé le 19 février 2022 face aux jeunes du SSC Naples alors qu'il venait d'entrer en jeu (victoire 0-5 de la Juventus) et un doublé contre Pescara le 13 avril 2022 (victoire 5-1 de la Juventus),. Cette saison-là il se montre également décisif en Youth League en étant l'un des meilleurs buteurs de son équipe et participant à la qualification des siens en demi-finale, en marquant un but contre les jeunes du Liverpool FC,.
Le 1er juillet 2022, jour de son 19e anniversaire, Ange Chibozo est prêté pour une saison avec option d'achat à l'Amiens SC. En manque de temps de jeu, il ne brille pas dans l'attaque amiénoise et se contente de quelques entrées en cours de match. Le joueur termine la saison avec le club de deuxième division française en totalisant seulement trois titularisations et 592 minutes pour le compte du championnat. Au mercato d'été 2023, il est prêté au club Portugais Paços de Ferreira.

### En sélection
En mars 2022, Ange Chibozo est convoqué pour la première fois avec l'équipe nationale du Bénin. Il honore sa première sélection contre la Zambie, le 27 mars 2022. Il entre en jeu à la place de Tidjani Anaane et son équipe s'impose par deux buts à un,.

## Statistiques
| Saison                | Club                  | Championnat           | Championnat | Championnat | Championnat | Coupe(s) nationale(s) | Coupe(s) nationale(s) | Coupe(s) nationale(s) | Bénin | Bénin | Bénin | Total | Total | Total |
| Saison                | Club                  | Division              | M.          | B.          | P.d.        | M.                    | B.                    | P.d.                  | M.    | B.    | P.d.  | M.    | B.    | P.d.. |
| 2021-2022             | Juventus Turin        | Serie A               | -           | -           | -           | -                     | -                     | -                     | 1     | 0     | 0     | 1     | 0     | 0     |
| 2022-2023             | Amiens SC (prêt)      | Ligue 2               | 23          | 0           | 3           | 3                     | 0                     | 0                     | 1     | 0     | 0     | 27    | 0     | 3     |
| Sous-total            | Sous-total            | Sous-total            | 23          | 0           | 3           | 3                     | 0                     | 0                     | 2     | 0     | 0     | 28    | 0     | 3     |
| Total sur la carrière | Total sur la carrière | Total sur la carrière | 23          | 0           | 3           | 3                     | 0                     | 0                     | 2     | 0     | 0     | 28    | 0     | 3     |